# Dysganus
 Dysganus  (gr. “esmalte aspero”) es un género dudoso representado por cuatro especies de dinosaurios ornitópodos ceratopsianos, que habitaron a finales del período Cretácico, hace aproximadamente entre 80 a 75 millones de años en el Campaniense en lo que es hoy Norteamérica. Conocidos por solo dientes encontrados en Montana Estados Unidos y descritos por Edward Drinker Cope en 1876. Las especies asignadas a este género, son todas dudosas incluye a Dysganus encaustus, Dysganus bicarinatus, Dysganus peiganus y Dysganus haydenianus. En 1907, John Bell Hatcher redescribió los dientes de Dysganus y descubrió que el género era un nomen dubium. Lull y Wright en 1942 pensaron que los dientes de D. peiganus provenían de un estegosáurido. Los especímenes tipo de cada especie consisten de uno a ocho dientes, todos separados. El nombre del género se deriva del prefijo griego antiguo dys', "malo" y γάνος, "esmalte", una referencia a la dentina opaca en los fósiles.
Cope clasificó originalmente a Dysganus en Trachodontidae , una familia de Hadrosauroides que ahora se considera un sinónimo más moderno de la familia Hadrosauridae. En 1901, Nopcsa asignó a Dysganus a Ceratopsia, ya sea leyendo las descripciones originales de Cope del género, o porque Cope en 1890 sugirió indirectamente que Dysganus era un ceratopsio en lugar de un "trachodóntido". Más tarde, en 1907, Hatcher y colegas volvieron a publicar las descripciones originales de Cope sobre Dysganus en su totalidad y dedujo que el holotipo de D. encaustus tenía incluidos dientes de hadrosáuridos con los dientes de ceratopsidos.
Los hallazgos provienen de la formación Río Judith en el estado estadounidense de Montana y datan del Cretácico Superior a una edad de aproximadamente 75 millones de años. Después Agathaumas y Polyonax fue Dysganus el tercer género descrito por Cope de Ceratopsia, todos a partir de evidencia extremadamente escasa. Una visión más cercana a la real de la apariencia de estos animales solo se pudieron ver unos 15 años después con el descubrimiento de Triceratops. Vivió junto a los  géneros dudosos de dinosaurios Palaeoscincus, Ceratops , Cionodon, Diclonius, Pteropelyx, Zapsalis, Deinodon , Aublysodon, Trachodon y Monoclonius. En los años ochenta, sin embargo , Peter Dodson determinó que los dientes pertenecían a Ceratopsidae. Sin embargo, hay varios ceratopsidos en río Judith, como Albertaceratops, Judiceratops y Medusaceratops. No se puede determinar adecuadamente a qué especie pertenecían los dientes y eso convierte a Dysganus en dudoso.